# Pivnice
Pivnice (in serbo Пивнице?) è un villaggio della Serbia situato nella municipalità di Bačka Palanka, nel Distretto della Bačka Meridionale, nella provincia autonoma di Voivodina. La popolazione totale è di 3 835 abitanti (censimento del 2002), e la maggioranza della popolazione è di etnia slovacca.